# Institut de Conceptes Avançats de la NASA
L'Institut de Conceptes Avançats de la NASA (NIAC) és un programa de la NASA per al desenvolupament de conceptes avançats de gran abast i a llarg termini "creant avenços, conceptes aeroespacials radicalment millors o completament nous". El programa va funcionar sota el nom de NASA Institute for Advanced Concepts des del 1998 fins al 2007 (gestionat per l'Associació d'Investigacions Espacials d'Universitats en nom de la NASA), i es va restablir el 2011 amb el nom de NASA Innovative Advanced Concepts i continua fins a l'actualitat. El programa NIAC finança el treball en conceptes revolucionaris de l'aeronàutica i l'espai que poden afectar de manera espectacular la manera com la NASA desenvolupa i realitza les seves missions.

## Història
L' Institut de Conceptes Avançats de la NASA (NIAC) va ser un programa finançat per la NASA que va ser operat per l'Associació de Recerca Espacial de les Universitats (USRA) per a la NASA des de 1998 fins al seu tancament el 31 d'agost de 2007. El NIAC havia de servir com "un fòrum obert independent, un punt d'entrada d'alt nivell a la NASA per a una comunitat externa d'innovadors i una capacitat externa per a l'anàlisi i la definició de conceptes avançats d'aeronàutica i espai per complementar les activitats de concepte avançat realitzades a la NASA.." El NIAC va buscar propostes per a l'aeronàutica i els conceptes espacials revolucionaris que poguessin afectar dramàticament com la NASA va desenvolupar i va dur a terme les seves missions. Va proporcionar un punt d'entrada molt visible, reconeixible i d'alt nivell per a pensadors i investigadors externs. El NIAC va animar els proposants a pensar dècades en el futur per buscar conceptes que "saltssin" l'evolució dels sistemes aeroespacials contemporanis. Tot i que el NIAC va buscar propostes de conceptes avançats que estiren la imaginació, s'esperava que aquests conceptes es basessin en principis científics sòlids i es poguessin assolir en un període de 10 a 40 anys. Del febrer de 1998 al 2007, el NIAC va rebre un total de 1.309 propostes i va concedir 126 subvencions de la Fase I i 42 contractes de la Fase II per un valor total de 27,3 milions de dòlars.
La NASA va anunciar l'1 de març de 2011 que el concepte NIAC seria restablit a la NASA amb objectius similars, mantenint l'acrònim NIAC.
Després de la finalització del programa NIAC original, el Congrés va sol·licitar una revisió del programa NIAC pel Consell Nacional de Recerca (NRC) dels Estats Units de l'Acadèmia Nacional de Ciències. La revisió es va fer el 2009 i va concloure que per assolir la seva missió, la NASA necessita "un mecanisme per investigar conceptes avançats visionaris i de gran abast" i va recomanar que s'hauria de restablir el NIAC, o un programa semblant a NIAC. En consonància amb aquesta recomanació, l'1 de març de 2011 es va anunciar que el NIAC s'havia de reviure amb objectius similars que condueixin a l'establiment el 2011 d'un projecte dins de l'Oficina de Tecnòleg en Cap de la NASA, els Conceptes Avançats Innovadors de la NASA, mantenint les sigles NIAC. Ara forma part de la Direcció de la Missió de Tecnologia Espacial de la NASA (STMD).